# Akkerhommel
De akkerhommel (Bombus pascuorum) is een hommel en behoort tot de vliesvleugeligen (Hymenoptera). De soort is in Nederland en België zeer algemeen en heeft een oranje-bruin gekleurd borststuk en een bruin- tot geelrood gekleurde achterlijfspunt. Deze hommel is zeer vriendelijk en zal niet gauw steken. In het Westen van Nederland heeft deze hommel een verder zwart achterlijf. Bij deze hommels is vaak een driehoekig zwart veld op de bovenzijde van het borststuk te zien. Exemplaren in het midden en oosten van Nederland hebben overwegend een gelig of grijs gekleurd achterlijf en kunnen makkelijk verward worden met de gele hommel of de moshommel, maar vooral met de heidehommel. Er worden echter ook tussenvormen gevonden.
Mannetjes van de akkerhommel zijn makkelijk te herkennen aan hun gelobde antennen. De akkerhommel is vaak onregelmatig en dun behaard, heeft een middellange tong en is te vinden op vele plantensoorten onder andere heide, distel en smeerwortel. Het nest zit meestal onder de grond in oude muizennesten, maar de soort nestelt ook bovengronds onder mos, in graspollen, composthopen, in vogelnesten en soms in nestkastjes. Een volgroeide kolonie van de akkerhommel bestaat uit zo'n 60 tot 200 werksters. De koningin is 18-22, de werkster 9-15 en het mannetje 12-14 mm lang. De spanwijdte van de koningin is 32 mm. De nestzoekende koninginnen zijn te zien van begin maart tot midden mei, de werksters van begin mei tot half oktober en de jonge koninginnen en mannetjes van half augustus tot eind oktober.

## Afbeeldingen

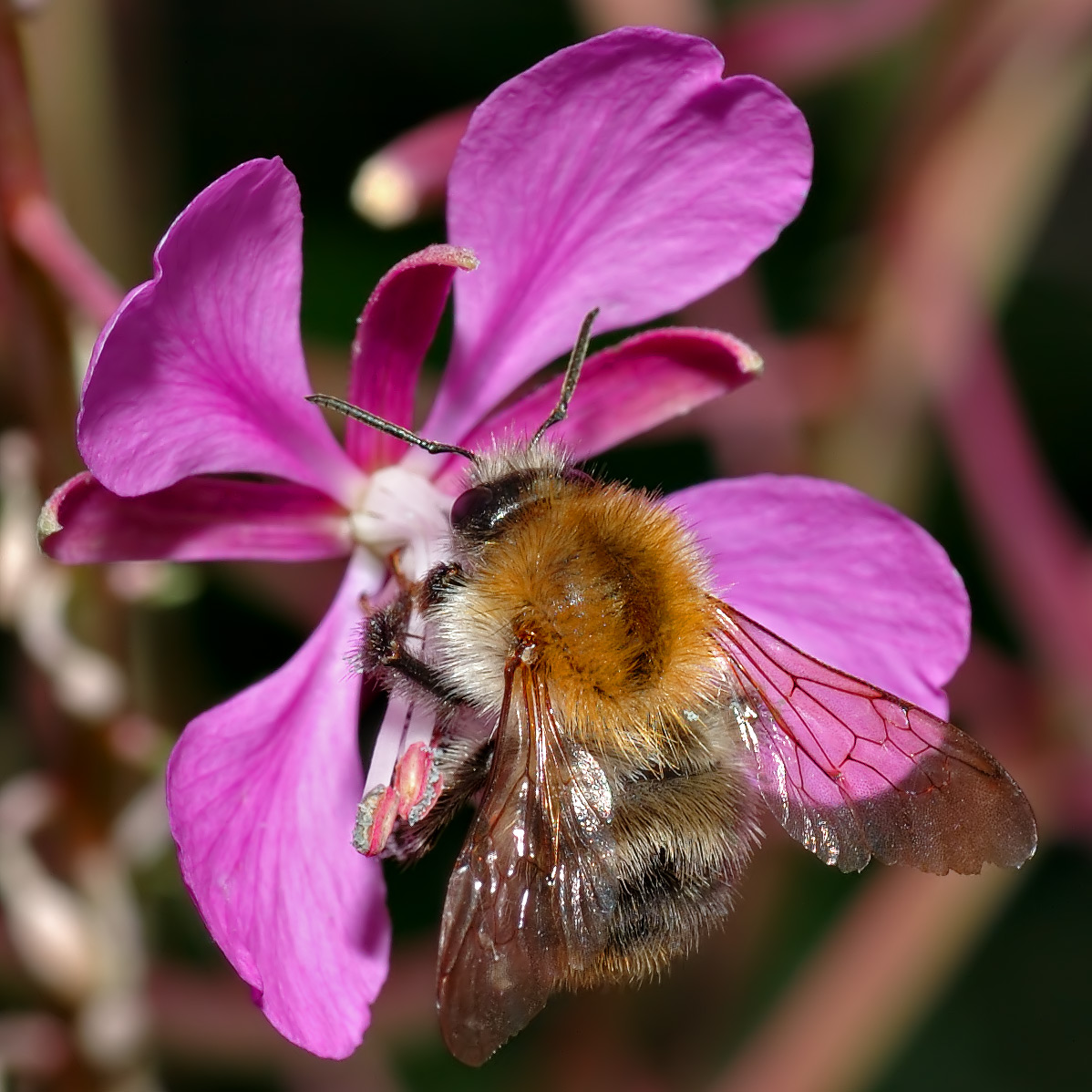
Vrouwtjes akkerhommel
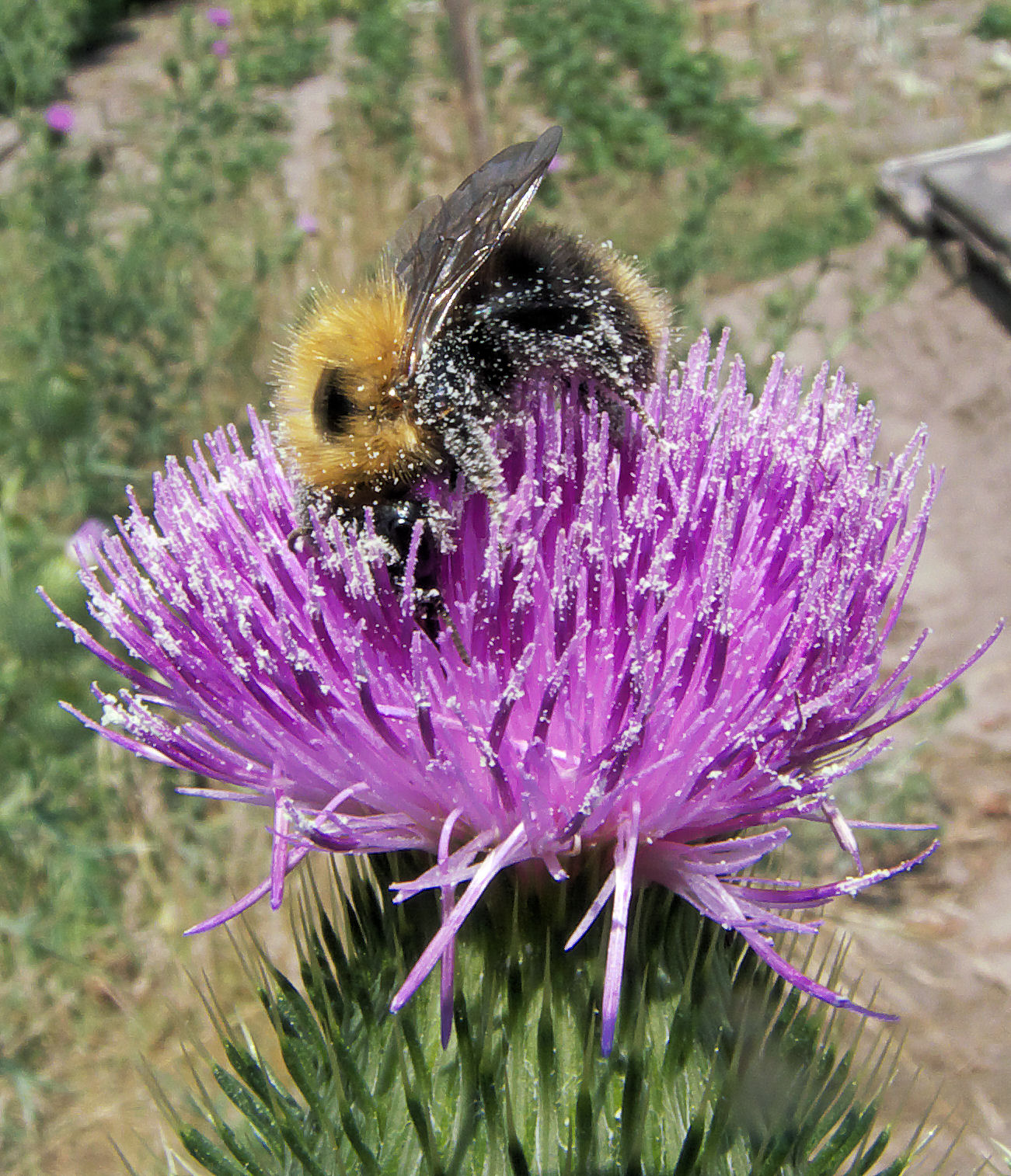
Akkerhommel donkere vorm op speerdistel
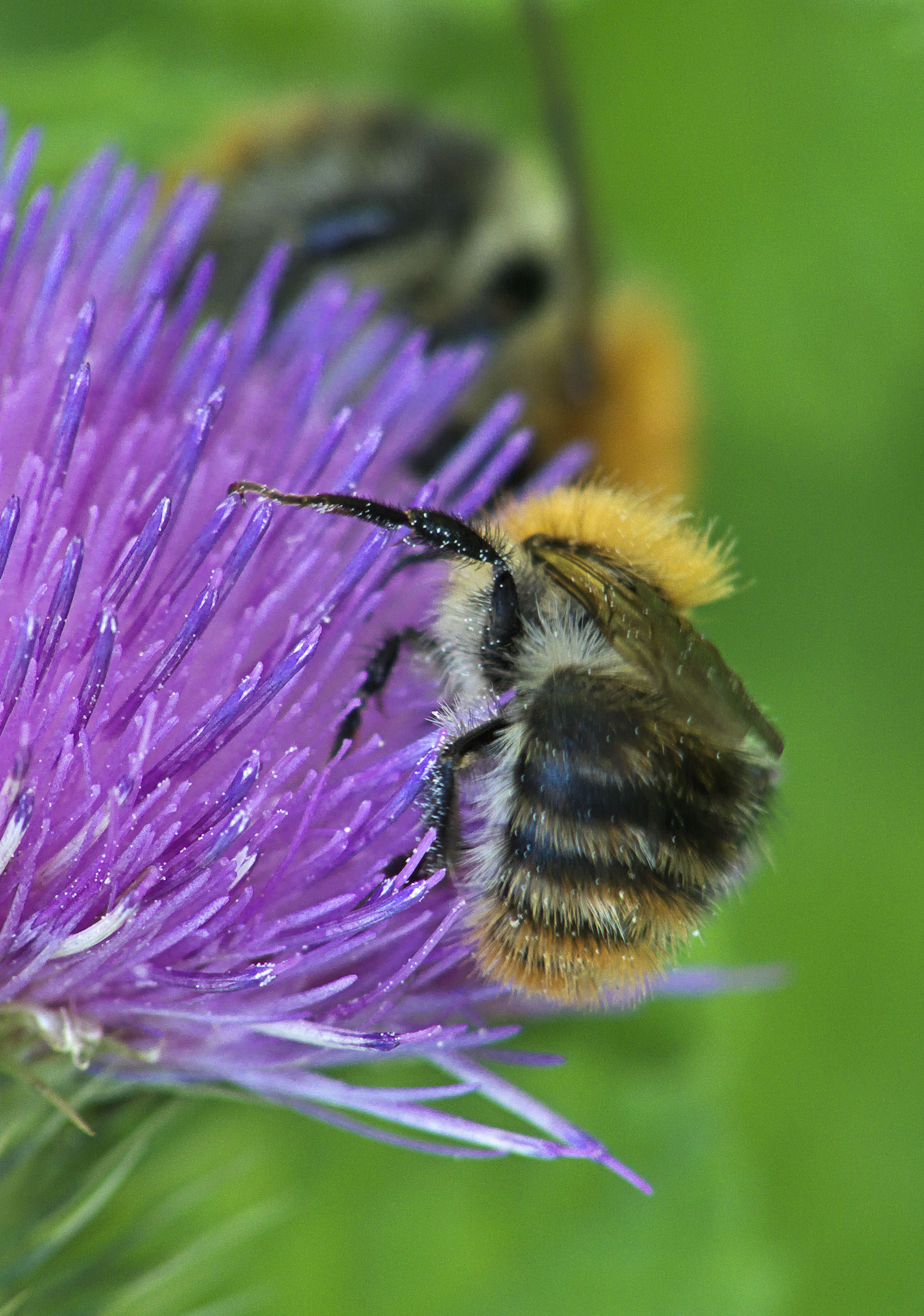
Akkerhommel donkere vorm op speerdistel
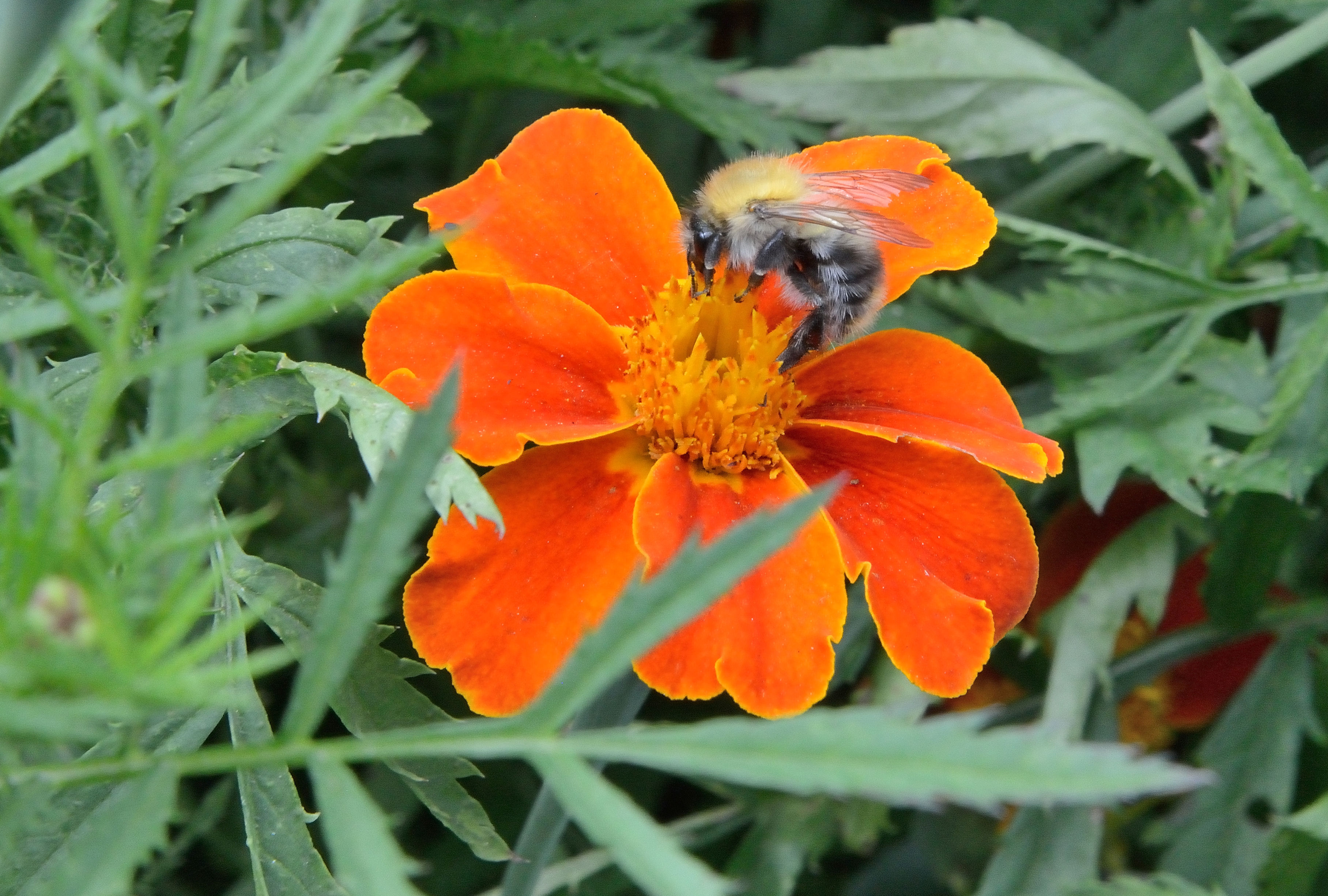
Akkerhommel lichte vorm op Tagetes patula
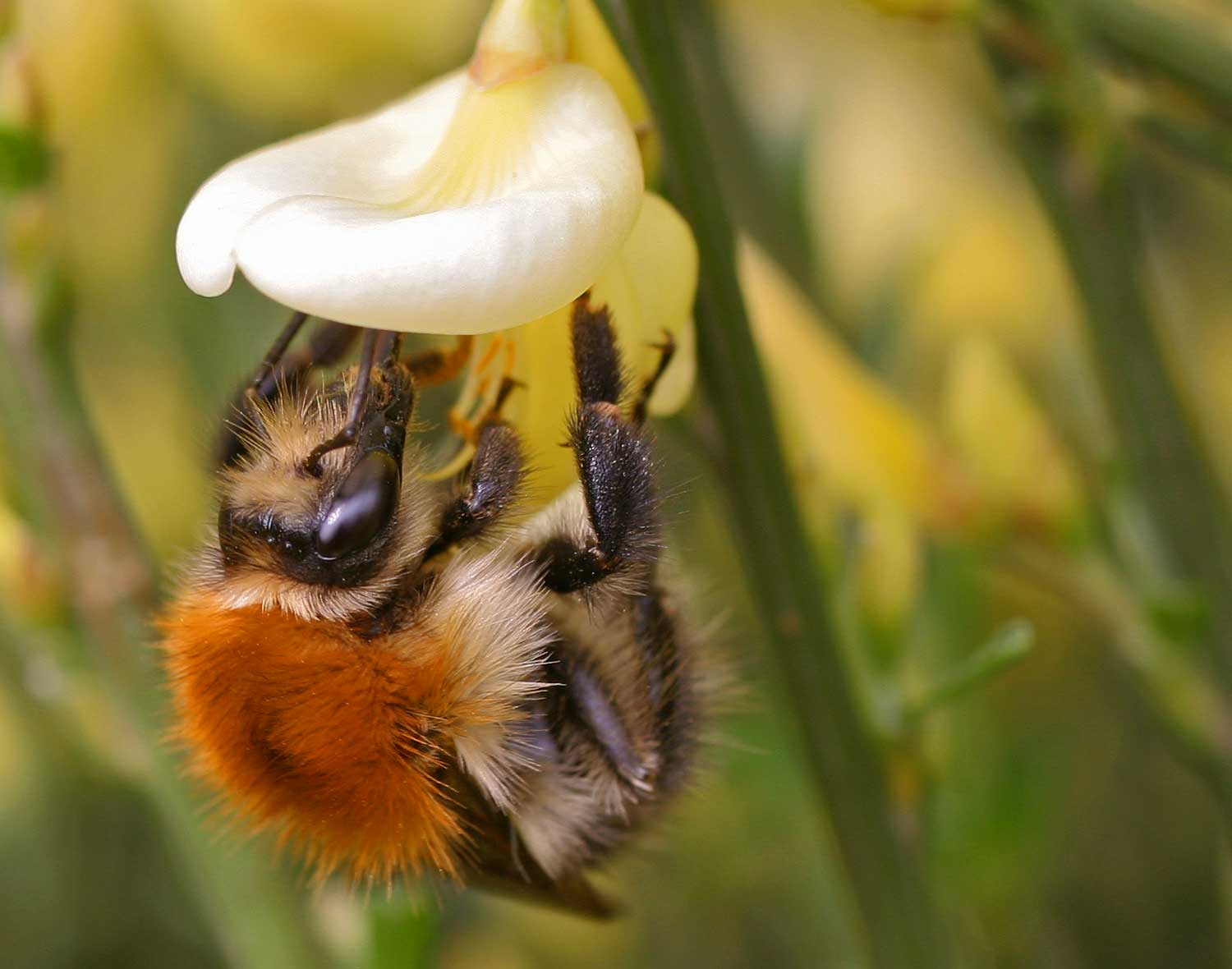
De kop goed zichtbaar
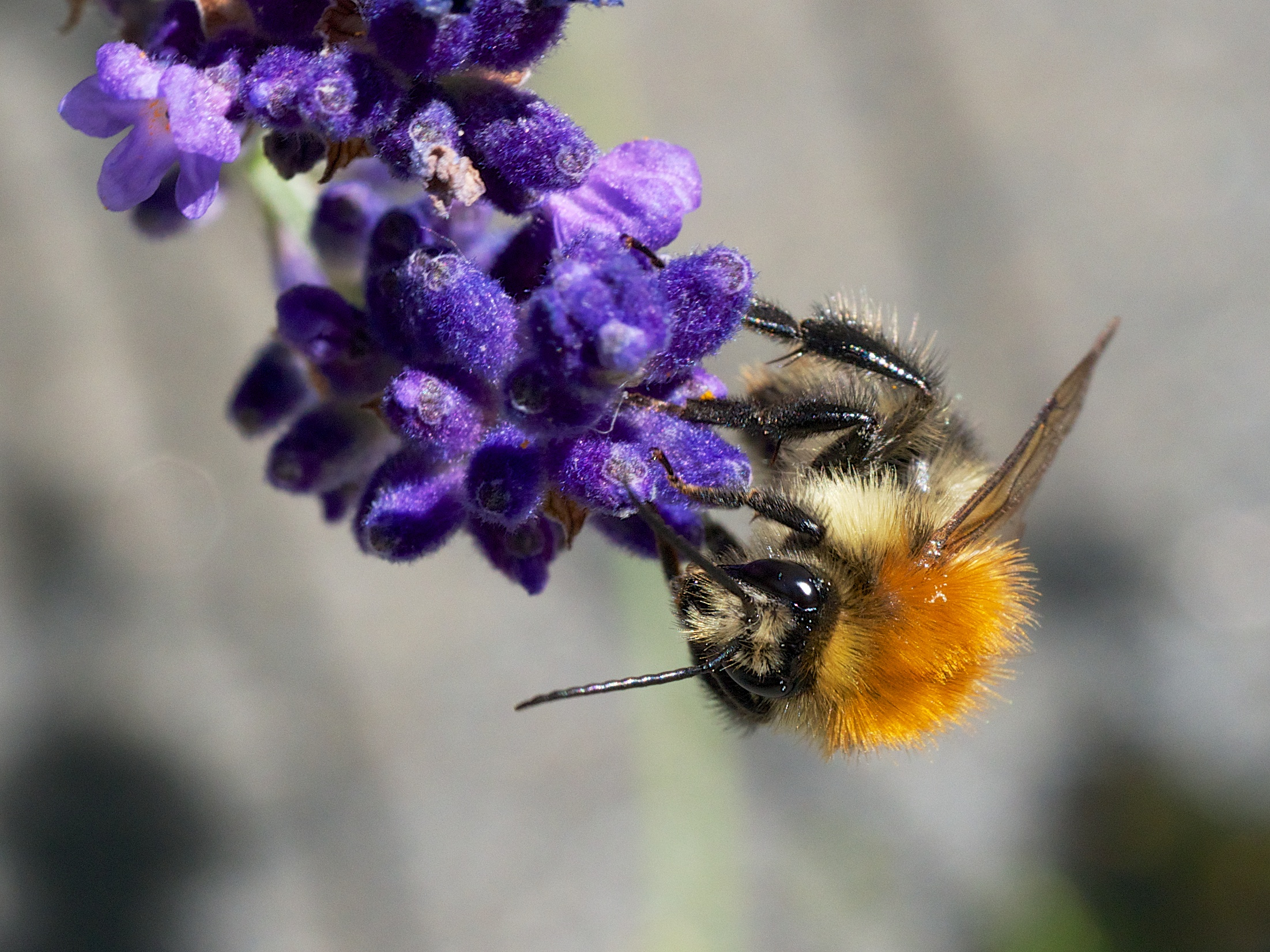
De kop goed zichtbaar
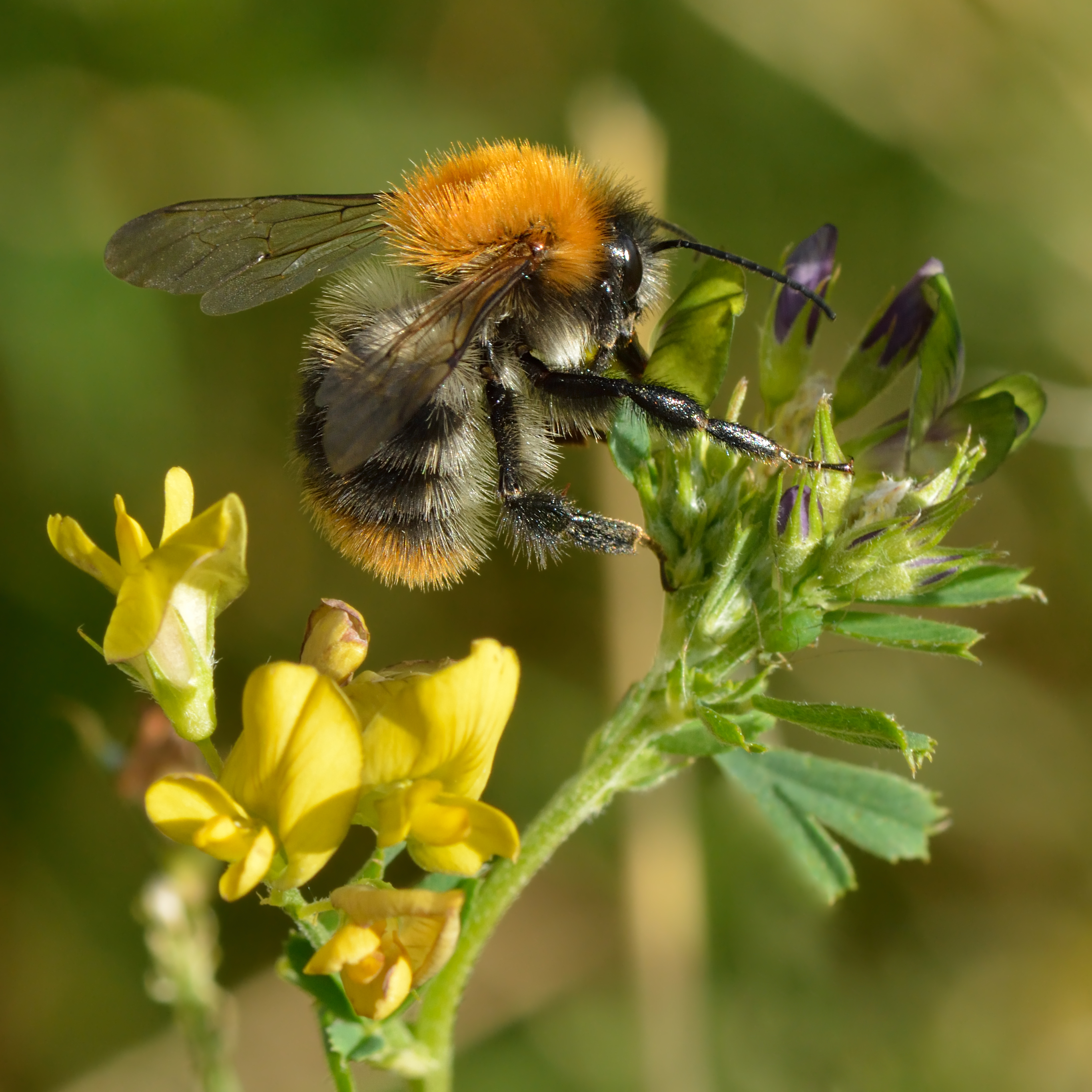
Op bonte luzerne